# Мулаты

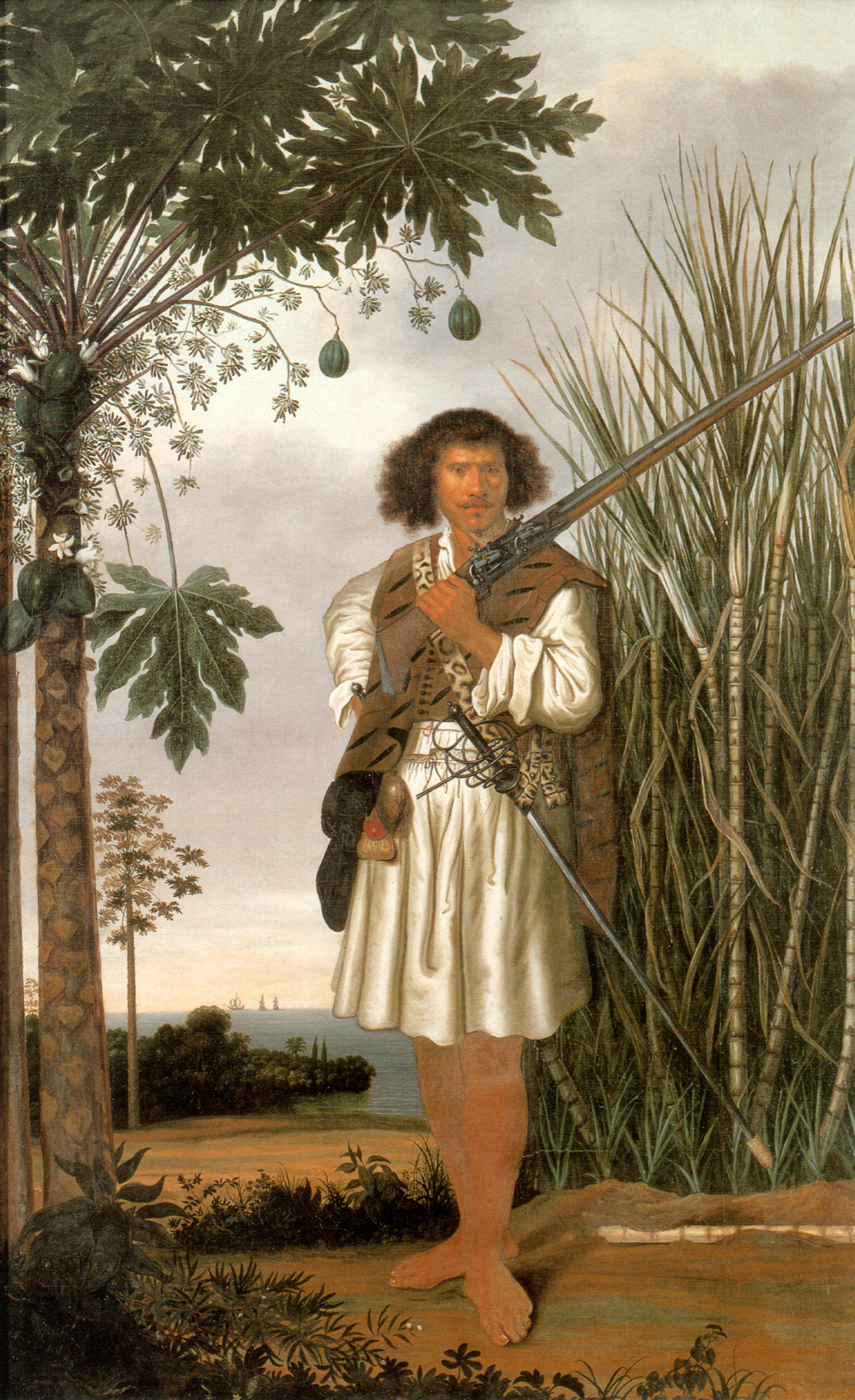
Бразильский мулат. Худ. Альберт Экхаут, 1640-е гг.

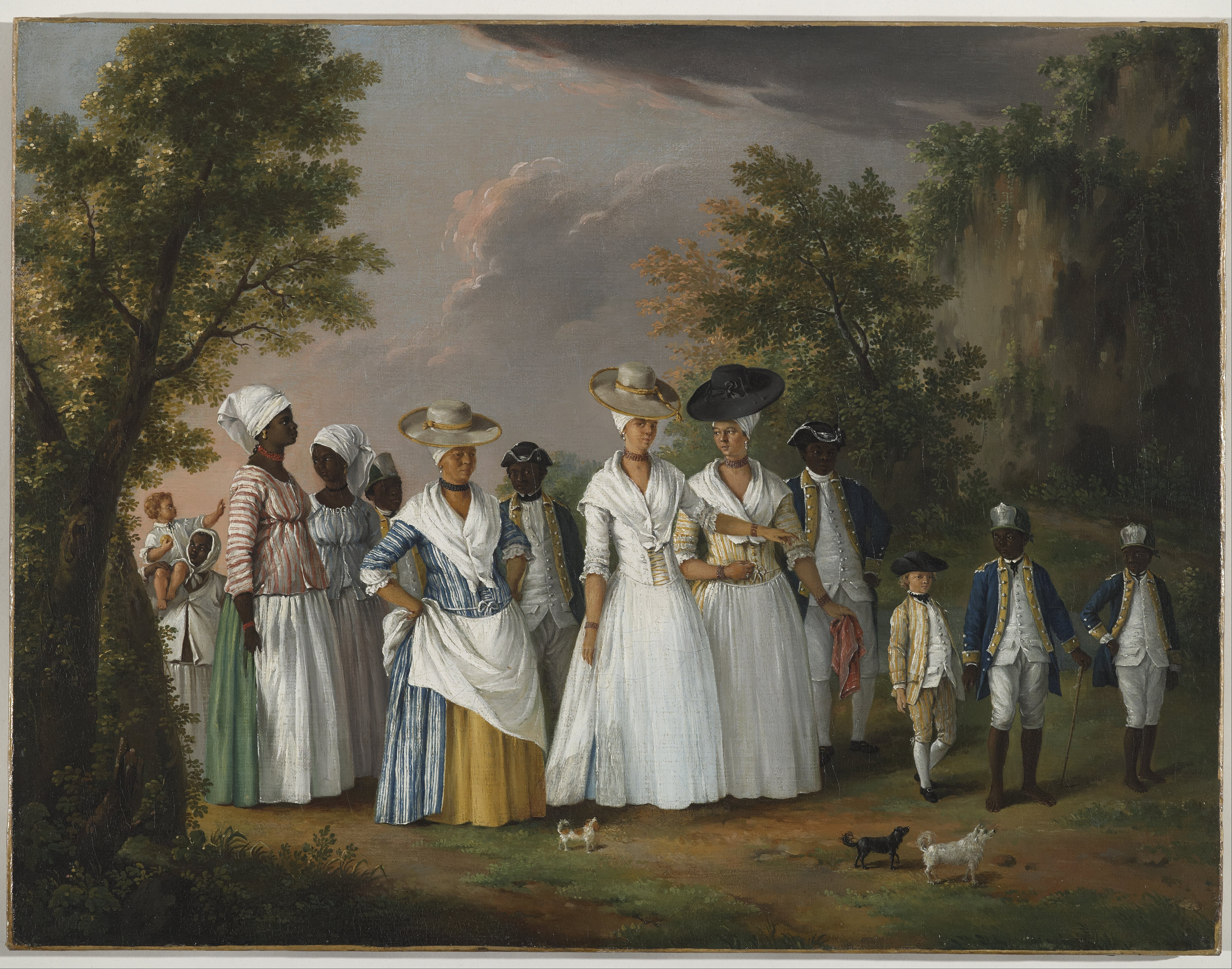
Свободные мулатки с детьми и слугами на природе. Худ. Агостино Бруниас, кон. XVIII в.

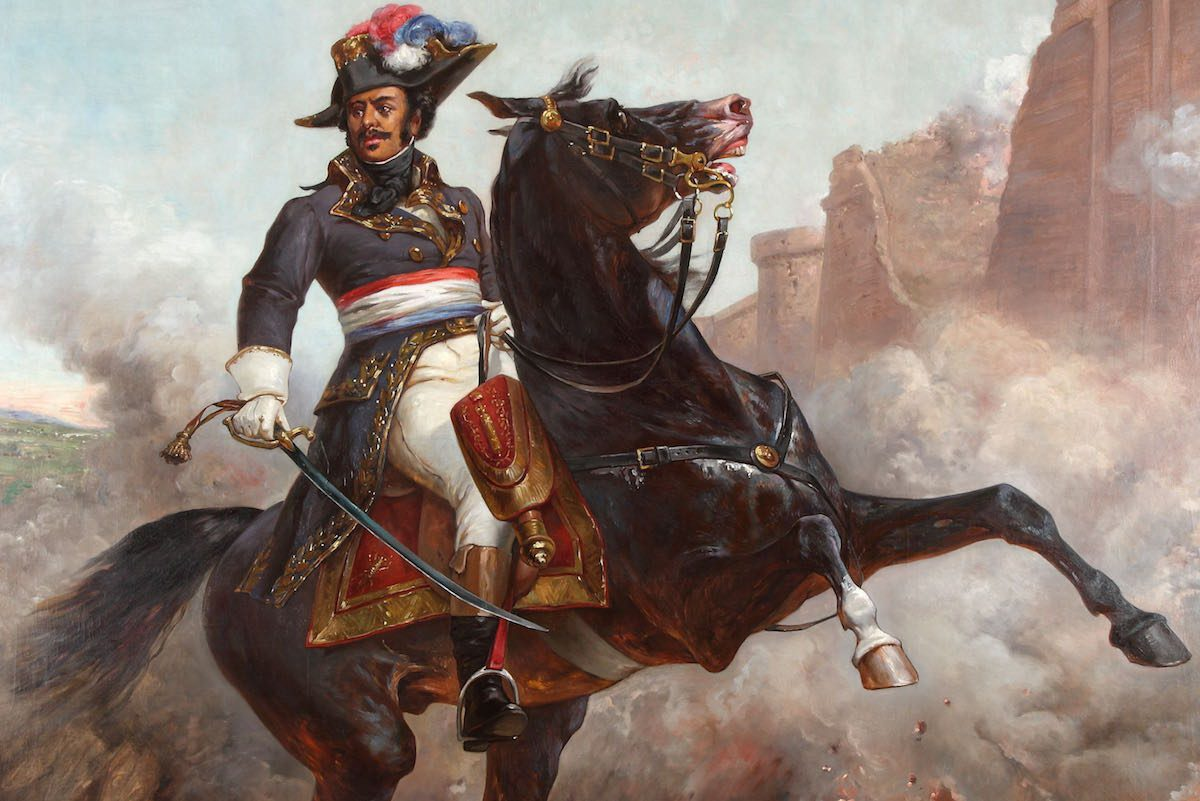
Французский генерал Тома-Александр Дюма был мулатом.

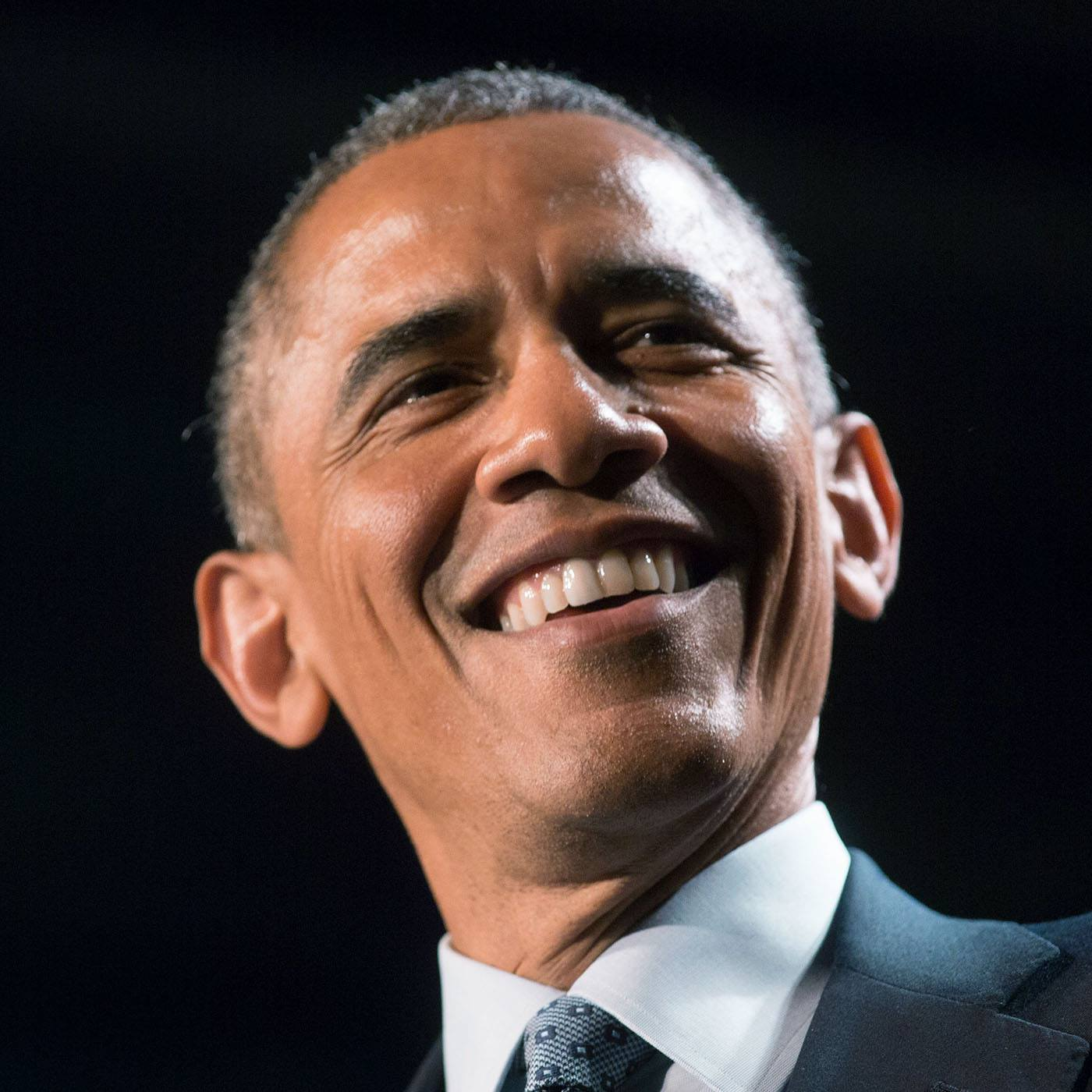
Барак Обама (44-й президент США) — мулат

Мула́ты — потомки от скрещивания людей европеоидной и негроидной рас. Мулаты составляют значительную часть населения таких стран, как Куба — 51 %, Бразилия — 38 %, а также некоторых стран Африки (ЮАР, Намибия). Это слово впервые появляется в испанских документах XVI века и предположительно имеет испанское или португальское происхождение. 
Существует также ряд устаревших терминов, обозначающих потомков от смешения европейской и негроидной рас, как квартерон, то есть имеющий 1/4 негритянской крови, окторон — 1/8 негритянской крови; кроме того, существуют слова (в скобках — доля негритянской крови) мюлатр (1/2), мюстиф (1/8), грифф (3/4), марабу (7/8), мусти (1/8) и мустафино (1/16). Два последних — местные ямайские названия. Сейчас эти термины утрачивают или утратили своё значение.